# Hippopsicon rusticum
Hippopsicon rusticum là một loài bọ cánh cứng trong họ Cerambycidae.